# مارك فايهونيستا كاريراس
مارك فايهونيستا كاريراس (بالإسبانية: Marc Vallhonesta) (3 ديسمبر 1986 بسيلس في إسبانيا - ) هو لاعب كرة قدم إسباني في مركز الدفاع. لعب مع نادي جيرونا ونادي ياغوستيرا وUD Cassà ‏ وCE Banyoles ‏ ونادي أولوت.

## روابط خارجية
- مارك فايهونيستا كاريراس على موقع قاعدة بيانات كرة القدم.إي يو (الإنجليزية)
- مارك فايهونيستا كاريراس على موقع Soccerway.com (الإنجليزية)
- مارك فايهونيستا كاريراس على موقع AS.com (الإسبانية)